# Eckmühl

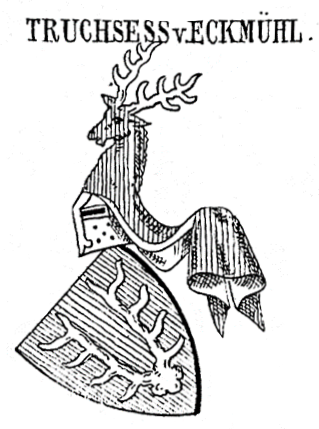
Wappen derer von Eckmühl bei Johann Siebmacher

Die Herren von Eckmühl oder Eggmühl, auch Truchsesse von Eckmühl und Heilsberg, waren ein bayerisches Uradelsgeschlecht. 

## Geschichte
Einige Familienmitglieder waren Truchsesse der Regensburger Bischöfe. Das Geschlecht erlosch im 14. Jahrhundert. Seine Stammorte Eggmühl und Heilsberg sind heute Teil des Landkreises Regensburg.
Weil Familienangehörige Ludwig den Bayer in der Schlacht bei Mühldorf unterstützt haben sollen, war ihr Wappen einst am Isartor abgebildet, bevor die Anzahl der Wappen bei der Restaurierung nach dem Zweiten Weltkrieg verringert wurde.
Eckbert von Eckmühl († vor 1235) war im Jahr 1199 Truchsess Ludwig des Bayers. Im Jahr 1204 bezeugte er ein durch den gleichen Herzog an das Kloster Reichenbach erteiltes Privileg. 1221 war er Vogt des Domkapitels Regensburg. Im gleichen Jahr wurde er nach einem von ihm gelobten Eid vom Kirchenbann freigesprochen, der ihm nach Bauten (z. B. Burgen und Gräben) und Frondiensten zulasten von Bauern erteilt worden war.
Der Regensburger Domherr Heinrich von Eckmühl, der Mitte des 14. Jahrhunderts auch Truchsess gewesen ist, war der letzte seiner Familie.
Dass die Herren von Eckmühl das Truchsessenamt des Regensburger Hochstifts erblich besessen hätten, wie von einigen Genealogen behauptet, entspricht nicht den Tatsachen.

## Wappen
Blasonierung: In Rot ein silbernes Hirschgeweih. Auf dem Helm eine rote Hirschbrust mit silbernen Geweih. Die Helmdecken sind rot-silbern.